# Neuer jüdischer Friedhof (Sušice)
Koordinaten: 49° 13′ 27″ N, 13° 30′ 29,2″ O

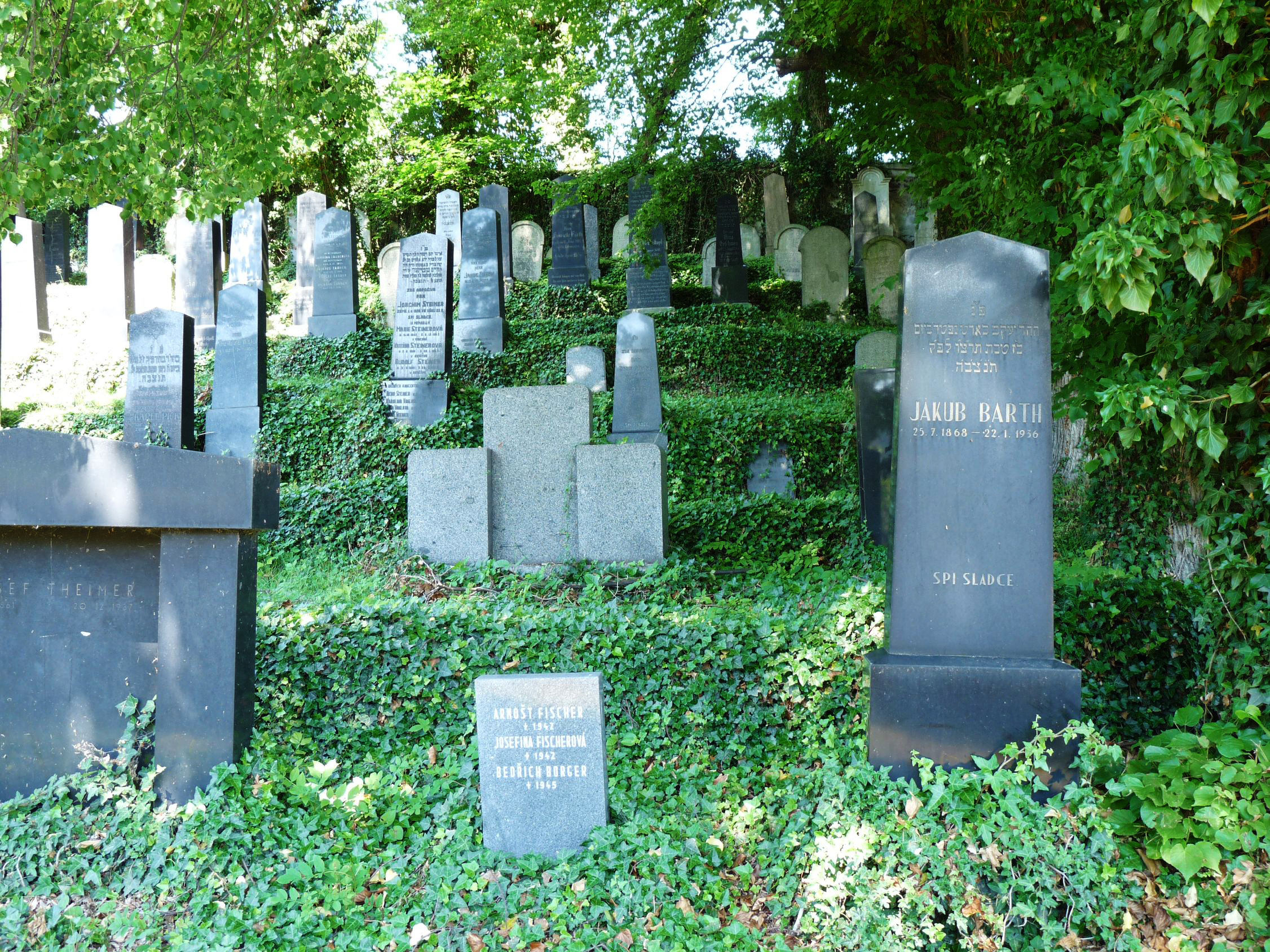
Neuer jüdischer Friedhof in Sušice

Der Neue jüdische Friedhof in Sušice (deutsch Schüttenhofen), einer tschechischen Gemeinde im Bezirk Okres Klatovy in der südwestböhmischen Region Plzeňský kraj, ist der jüngere der beiden jüdischen Friedhöfe in Sušice, welche die einzige Erinnerung an die jüdische Bevölkerung der Stadt sind. Er wurde um 1875 angelegt und diente bis 1946 als Begräbnisstätte. 

## Geschichte
Bis 1875 fanden Begräbnisse auf dem alten jüdischen Friedhof statt, dessen Kapazität jedoch (trotz mehrfacher Erweiterung) nicht mehr ausreichte. Deshalb wurde um 1875 ein neuer Friedhof angelegt, der sich südwestlich (in etwa 900 Meter Entfernung vom alten Friedhof) außerhalb der damalige Stadtgrenze befand.
Die Grabsteine sind eher untypisch, es handelt sich vorwiegend um modernere Grabsteine aus dunklem bis schwarzen Stein. Die Inschriften sind meist zweisprachig: hebräisch-deutsch oder hebräisch-tschechisch. Das letzte Begräbnis fand 1946 statt.
Der Neue jüdische Friedhof ist seit 1992 ein geschütztes Kulturdenkmal.